# Ludwig Becker (Politiker)
Ludwig Becker (* 1. Januar 1893 in Landstuhl; † 21. Juli 1973 in Heiligenhaus) war ein deutscher Kommunist.

## Leben
Becker arbeitete von 1945 bis 1948 als Bauarbeiter und war später Verlagsleiter.
Zunächst Mitglied der Sozialdemokratischen Partei Deutschlands, wechselte Becker 1921 zur Kommunistischen Partei Deutschlands. Aufgrund dieser Parteizugehörigkeit geriet er 1933 in KZ-Haft, aus der er kurze Zeit später wieder entlassen wurde. Nach seiner Entlassung betätigte er sich mit illegaler Parteiarbeit. Er emigrierte im November 1935 in die Niederlande, wo er sich ebenfalls als illegaler KPD-Funktionär betätigte. Er kehrte 1945 nach Deutschland zurück und war am Wiederaufbau der KPD beteiligt.
Er gehörte 1947 kurzzeitig dem Landtag von Nordrhein-Westfalen an und war 1947 bis 1948 Mitglied des Wirtschaftsrates des Vereinigten Wirtschaftsgebietes, wo er der KPD-Fraktion vorstand. Becker nahm als einer der Vertreter Nordrhein-Westfalens an der ersten Bundesversammlung teil.